# Frida Hansdotterová
Frida Marie Hansdotterová (* 13. prosince 1985, Västerås) je bývalá švédská alpská lyžařka, která se specializovala na slalom a obří slalom.
Ve slalomu se stala olympijskou vítězkou na hrách v Pchjončchangu v roce 2018. Jejím nejlepším individuálním výsledkem z mistrovství světa bylo stříbro ze slalomu z roku 2015, ze šampionátu v Beaver Creeku. Je vítězkou Světového poháru ve slalomu v sezóně 2015–16, dvakrát byla ve slalomu celkově druhá (2013–14, 2014–15) a jednou třetí (2017–18). Vyhrála čtyři závody Světového poháru, všechny ve slalomu. V roce 2019 ukončila závodní kariéru. Je spřízněna se švédskou královskou rodinou.